# Klausheide (Hövelhof)
Klausheide is een plaats in de Duitse gemeente Hövelhof, district Paderborn. Nabijgelegen plaatsen zijn Sennelager, op het militaire terrein, en Staumühle. De afstand tot het centrum van Hövelhof bedraagt ongeveer 3,3 kilometer. Klausheide telt 673 inwoners (2005).
Op 1 januari 1975 werd de plaats bij de gemeente Hövelhof gevoegd. Tot die datum behoorde Klausheide tot Ostenland (nu deel van Delbrück).